# Tulip Joshi
Pour les articles homonymes, voir Joshi.
Tulip Joshi, née le 11 septembre 1980: est une actrice et femme d'affaires indienne.
Elle est apparue dans des films en hindi, kannada, punjabi, malayalam et télougou.

## Biographie
Tulip Joshi naît le 11 septembre 1980 à Bombay (aujourd'hui Mumbai), en Inde, d'un père indien gujarati et d'une mère libanaise.

### Carrière cinématographique
Tulip Joshi joue le rôle d'Anjali dans Mere Yaar Ki Shaadi Hai. Le film a été un demi-succès.
Elle apparait dans son premier film punjabi en 2009, Jag Jeondeyan De Mele, avec le célèbre chanteur et acteur punjabi, Harbhajan Maan. Elle joue de nouveau avec Harbhajan Mann en 2011 dans un autre film punjabi, Yaara O Dildaara.
En 2010, elle joue dans un film kannada réalisé par Upendra, Super. Le film est un énorme succès dans le sud de l'Inde et est également doublé en télougou, tamoul et hindi.
Tulip Joshi est vue dans le film punjabi Jatt Airways, face à Alfaaz, et réalisé par Harjeet Ricky. Le film est sorti le 30 août 2013.

## Filmographie partielle

### À la télévision
- 2014-2015 : Airlines (en) : First officer / Captain Ananya Rawat  (en hindi)

### Au cinéma
- 2002 : Mere Yaar Ki Shaadi Hai (en) : Anjali Sharma (en hindi,  créditée comme Sanjana)
- 2003 : Villain (en) (débuts en télougou)[7]
- 2003 : Matrubhoomi, un monde sans femmes : Kalki (en hindi)
- 2004 : Dil Maange More (en) : Sarah Banton (en hindi)
- 2006 : Shoonya (en) : Neha (en hindi)
- 2007 : Mission 90 Days (en) : Anitha (en malayalam, créditée comme Tulip Joshy)
- 2007 : Dhokha (en) : Sarah P. Bux / Sarah Z. Khan (en hindi)
- 2008 : Kabhi Kahin (en) : Saudamini (en hindi)[8]
- 2008 : Superstar (en) (en hindi)
- 2008 : Konchem Koththaga (en) (en télougou)
- 2009 : Daddy Cool (en) (en hindi)
- 2009 : Jag Jeondeyan De Mele (en) : Mitro / Ekam (en pendjabi)
- 2009 : Runway (en) (en hindi)
- 2010 : Super (en) : Mandira (en kannada)
- 2010 : Nischay Kar Apni Jeet Karoon (en) : Sara (en anglais et pendjabi[9])
- 2011 : Hostel (en) : Payal (en hindi)
- 2011 : Yaara o Dildaara (en) : Dr. Aman (en pendjabi)
- 2011 : Be Careful : Kavita (en hindi, chant)[10]
- 2011 : I Am Singh (en) : Sara Hasan (en hindi)
- 2013 : Bachchan (en) (en kannada)
- 2013 : Jatt Airways (en) : Preity (en pendjabi)
- 2014 : Jai Ho (en) : (en hindi, caméo)

## Récompenses et distinctions
- Tulip Joshi : Récompenses, sur l'Internet Movie Database